# Soera De Binnenvertrekken
Soera De Binnenvertrekken is een soera van de Koran.
De soera is vernoemd naar de vierde aya waar gesproken wordt over zij die hen roepen die in de binnenvertrekken verblijven. De soera spreekt de woestijnbewoners, de bedoeïenen, toe. Het handelt over het verschil tussen geloof en godsdienst.